# Kenan Evren
Kenan Evren (tiếng Thổ Nhĩ Kỳ phát âm: [Kenan evɾen]; 17 tháng 7 năm 1917 – 9 tháng 5 năm 2015) là một sĩ quan quân đội Thổ Nhĩ Kỳ. Ông là Tổng thống thứ bảy của Thổ Nhĩ Kỳ từ năm 1980 đến năm 1989. Ông giữ chức vụ này sau khi chỉ huy cuộc đảo chính quân sự năm 1980. Sau cuộc đảo chính, 600.000 người đã bị bắt giữ, 50 người bị treo cổ và nhiều người khác chết vì bị tra tấn trong thời gian bị giam.
Ngày 18 tháng 6 năm 2014, một tòa án Thổ Nhĩ Kỳ đã kết án ông tù chung thân đối với tội danh chỉ huy cuộc đảo chính quân sự năm 1980, cản trở dân chủ khi phế truất Thủ tướng Suleyman Demirel, bãi bỏ các nghị viện và Thượng viện và bãi bỏ hiến pháp.

## Tiểu sử
Kenan Evren sinh ra ở Alaşehir, tỉnh Manisa. Sau khi đi học tiểu học và trung học ở Manisa, Balıkesir và Istanbul, ông theo học trường trung học quân sự tại Maltepe, Ankara. Năm 1938, ông tốt nghiệp trường quân đội và năm 1949 tốt nghiệp học viện quân sự với bằng một sĩ quan tham mưu. 
Từ năm 1958 đến 1959, ông phục vụ trong Lữ đoàn Thổ Nhĩ Kỳ tại Triều Tiên. Năm 1964, ông được thăng hàm tướng. Evren đảm nhận các chức vụ khác nhau như mưu trưởng quân đội. Ông là chỉ huy của Chiến dịch Gladio tại Thổ Nhĩ Kỳ. Ông trở thành Tổng tham mưu trưởng tháng 3 năm 1978.